# Émile Begey
Émile Begey est un homme politique français né le 19 octobre 1857 à Anzin (Nord) et décédé le 13 février 1924 à Nice (Alpes-Maritimes).
Conseiller municipal d'Alger en 1888, il est délégué financier en 1898 et conseiller général. Il est député de l'Algérie française de 1902 à 1910, inscrit au groupe de l'Union démocratique.

## Sources
- « Émile Begey », dans le Dictionnaire des parlementaires français (1889-1940), sous la direction de Jean Jolly, PUF, 1960 [détail de l’édition]